# Съучастникът
„Съучастникът“ (на английски: Collateral) е американски филм от 2004 г. на режисьора Майкъл Ман.

## Сюжет
Винсънт (Том Круз) е хладнокръвен убиец в разцвета на кариерата си. Макс (Джейми Фокс) е таксиметров шофьор с големи, но неосъществени амбиции. В една паметна вечер, Макс трябва да кара Винсънт докато той върши работата си – една нощ, пет спирки, пет убийства и едно бягство. Но след всичко това, нито един от двамата мъже вече няма да бъде същият, защото...това е вечерта на промените.

## Актьорски състав
| Актьор             | Роля                    |
| ------------------ | ----------------------- |
| Том Круз           | Винсънт                 |
| Джейми Фокс        | Макс                    |
| Джейда Пинкет Смит | Ани                     |
| Марк Ръфало        | детектив Рей Фанинг     |
| Питър Бърг         | детектив Ричард Уейднър |
| Брус Макгил        | агент Франк Педроса     |
| Хавиер Бардем      | Феликс                  |

## Награди и номинации
| Награда                              | Категория                                     | Номиниран(и)                                  | Резултат  |
| ------------------------------------ | --------------------------------------------- | --------------------------------------------- | --------- |
| Награди на филмовата академия на САЩ | Най-добър филмов монтаж                       | Най-добър филмов монтаж                       | номинация |
| Награди на филмовата академия на САЩ | Най-добра поддържаща мъжка роля               | Джейми Фокс                                   | номинация |
| Награда на БАФТА                     | Най-добра кинематография                      | Най-добра кинематография                      | награда   |
| Награда на БАФТА                     | Най-добър звук                                | Най-добър звук                                | номинация |
| Награда на БАФТА                     | Най-добър филмов монтаж                       | Най-добър филмов монтаж                       | номинация |
| Награда на БАФТА                     | Най-добър актьор в поддържаща роля            | Джейми Фокс                                   | номинация |
| Награда на БАФТА                     | Най-добра режисура                            | Майкъл Ман                                    | номинация |
| Награда на БАФТА                     | Най-добър оригинален сценарий                 | Стюарт Бийти                                  | номинация |
| Златен глобус                        | Най-добър поддържащ актьор                    | Джейми Фокс                                   | номинация |
| Сателит                              | Най-добър филмов монтаж                       | Най-добър филмов монтаж                       | награда   |
| Сателит                              | Най-добър звук                                | Най-добър звук                                | награда   |
| Сателит                              | Най-добри визуални ефекти                     | Най-добри визуални ефекти                     | номинация |
| Сателит                              | Най-добър актьор в поддържаща роля в драма    | Джейми Фокс                                   | номинация |
| Сателит                              | Най-добър оригинален сценарий                 | Стюарт Бийти                                  | номинация |
| Сатурн                               | Най-добър екшън, приключенски или трилър филм | Най-добър екшън, приключенски или трилър филм | номинация |
| Сатурн                               | Най-добър режисьор                            | Майкъл Ман                                    | номинация |
| Сатурн                               | Най-добър сценарий                            | Стюарт Бийти                                  | номинация |
| Сатурн                               | Най-добър актьор                              | Том Круз                                      | номинация |
| Емпайър                              | Най-добър филм                                | Най-добър филм                                | номинация |
| Емпайър                              | Най-добър режисьор                            | Майкъл Ман                                    | номинация |
| Емпайър                              | Най-добър актьор                              | Том Круз                                      | номинация |

## Синхронен дублаж
На 17 януари 2010 г. Нова телевизия излъчи филма с български дублаж за телевизията. Дублажът е синхронен в студио Александра Аудио. Екипът се състои от:
| Изпълнителен продуцент | Васил Новаков                                           |
| Преводач               | Анелия Добрева                                          |
| Озвучаващи артисти     | Петя Абаджиева Стоян Цветков Иван Велчев Георги Стоянов |
| Тонрежисьор            | Васил Вълков                                            |
| Режисьор на дублажа    | Десислава Софранова                                     |